# 1250 René-Lévesque
1250 René-Lévesque, também conhecido como La Tour IBM-Marathon, é um arranha-céu localizado na cidade canadense de Montreal, Quebec. Possui 47 andares e sua altura é de 199 metros até o telhado e 230,4 metros até o topo da antena. Foi construído entre 1988 e 1992.
O edifício foi projetado por Kohn Pedersen Fox para a IBM Canadá e Marathon Realty, daí derivando o antigo nome "IBM-Marathon". Seu nome atual vem do endereço onde está localizado, número 1250 da Boulevard René-Lévesque Oeste, Ville-Marie, no centro de Montreal. É adjacente ao Bell Centre e à Estação Windsor ao sul, e fica no local da antiga Igreja Presbiteriana Americana. É conectado à estação de metrô Bonaventure e à rede subterrânea da cidade.
1250 René-Lévesque é atualmente administrado pela Oxford Properties e ainda está parcialmente ocupado pela IBM.